# Киноосень 2010
I Фестиваль национального кино «Киноосень» — прошел в Ереване и областях Армении с 11 октября по 10 ноября 2010 года

## История
Первый фестиваль национального кино «Киноосень» прошел в Ереване и областях Армении с 11 октября по 10 ноября 2010 года. Открывался фестиваль фильмом «Мы» Артавазда Пелешяна, показанным в кинотеатре «Москва».
В различных залах Армении в рамках фестиваля, а также в Парке влюбленных и у комплекса Каскад, были показаны более ста армянских фильмов различных лет и жанров. Фильмы были показаны в четырех регионах и в 12 военных частях. Также во время фестиваля прошли юбилейные мероприятия, посвященные деятелям армянского кино, круглые столы и семинары. В рамках программы были представлены фильмы армянского производства, как современные, так и снятые в советский период. Мэр столицы Гагик Бегларян направил приветствие фестивалю, в котором отметил, что «Киноосень» станет прекрасной возможностью для ознакомления армянской молодежи с национальным кино. Директор Национального киноцентра Армении Геворк Геворкян, подчеркнул что цель «Киноосени» — не только восстановить связь между зрителем и кино, но и это довести до зрителя современные армянские фильмы. Он отметил, что с этих пор октябрь будет объявлен месяцем национального кино и «Киноосень» ежегодно будет проводиться как в столице, так и в областях республики.

## Высказывания  о фестивале
На церемонии открытия  министр культуры Армении Асмик Погосян заявила:
Рада, что сегодня у нас закрепляется добрая традиция. С этих пор мы знаем, что осенью будем приобщаться к явлению под названием «кино». Кино — это история любого народа, это его память, а также будущее.

На церемонии закрытия проходившей в кинотеатре «Москва» кинокритик Давид Мурадян поздравил всех с проведением первого фестиваля, при этом отметив:
У нас такое кино, которое просто не может не иметь завтрашнего дня.